# Pertussis-Toxin
Das Pertussis-Toxin (PT) ist ein Protein, das von dem Bakterium Bordetella pertussis hergestellt und an seine Umgebung abgegeben wird (Exotoxin). Es ist ursächlich für die Krankheitssymptome des Keuchhustens.

## Geschichte
Keuchhusten ist in Europa seit Jahrhunderten mit teils seuchenartigen Verläufen bekannt gewesen. Nach der Isolierung des Erregers Bordetella pertussis im Jahr 1900 im Sputum eines erkrankten Säuglings und der späteren Kultivierung des Erregers fiel auf, dass manche Bakterienstämme die Erkrankung z. B. in Ratten auslösen können, andere, zu Bordetella parapertussis zusammengefasste Stämme jedoch nicht. Diese Eigenschaft hängt mit der Fähigkeit zusammen das PT zu produzieren. Bordetella parapertussis produziert kein Toxin und kann ebenso wenig Keuchhusten auslösen wie Stämme von Bordetella pertussis, die durch Mutation die Fähigkeit zur Toxinbildung verloren haben.

## Struktur und Wirkungsweise
Wie viele bakterielle Exotoxine gehört auch PT zu den AB-Toxinen, die aus den Untereinheiten A und B bestehen. Dabei besitzt die A-Einheit katalytische Eigenschaften, wohingegen die B-Einheit für die Bindung an die Zielstruktur verantwortlich ist.
Insgesamt besteht PT aus sechs Untereinheiten, bestehend aus den Proteinen S1 bis S5. S1 entspricht der A-Einheit mit der katalytischen Aktivität. Die B-Einheit wird aus den insgesamt fünf Untereinheiten S2 bis S5 mit zwei S4 gebildet. Damit bindet PT an spezifische Zucker-Strukturen der Epithelzellen der Atemwege, aber auch von Abwehrzellen. Es wird durch Endozytose in die Zellen aufgenommen.
Die A-Einheit katalysiert dann die Übertragung eines ADP-Ribosylrestes von NAD an einen Cystein-Rest des inhibitorischen Gα-Proteins, wodurch seine Funktion gestört wird. Die Folge ist, dass die Adenylatcyclase nicht mehr gehemmt werden kann und sich der cAMP-Spiegel in der Zelle erhöht. Dies kann die Zelle auf verschiedene Weise schädigen.